# Les Bordes (Saône-et-Loire)
Les Bordes is een gemeente in het Franse departement Saône-et-Loire (regio Bourgogne-Franche-Comté) en telt 98 inwoners (2009). De plaats maakt deel uit van het arrondissement Chalon-sur-Saône.

## Geografie
De oppervlakte van Les Bordes bedraagt 2,3 km², de bevolkingsdichtheid is dus 42,6 inwoners per km².
De onderstaande kaart toont de ligging van Les Bordes (Saône-et-Loire) met de belangrijkste infrastructuur en aangrenzende gemeenten.

## Demografie
Onderstaande figuur toont het verloop van het inwonertal (bron: INSEE-tellingen).

1. ↑  Populations de référence 2022.